# Mechadiri
Mechadiri (Georgisch: მეხადირი; Armeens: Մեխադիր) of ook wel Machadyr (Abchazisch: Маҳадыр; Russisch: Махадыр) is een dorp in de Georgische autonome en feitelijk afgescheiden republiek Abchazië, gelegen in het district Gagra. Het dorp ligt zeven kilometer ten noorden van Gantiadi en 23 kilometer van districtscentrum Gagra, op ongeveer 300 meter boven zeeniveau in het voorgebergte van het Gagragebergte. De gelijknamige rivier stroomt langs het dorp en stroomt bij Gantiadi in de Zwarte Zee.

## Geschiedenis
Het toponiem Machadiri is in de 19e eeuw voor het eerst gedocumenteerd. Als gevolg van het einde van de Kaukasusoorlog en de Russische annexatie van het Vorstendom Abchazië in 1864 werden grote delen van de oorspronkelijke bevolking gedeporteerd naar het Ottomaanse Rijk. Er volgde kolonisatie door volkeren uit andere delen van het Russische Rijk. Mechadiri werd in deze context in 1883 opgericht door Moldaviërs. In 1898 vestigden zich er ook Armeniërs uit dorpen rond Samsun en Ordu. Na de Armeense genocide in Turkije kwam een grote stroom Armeense vluchtelingen naar Abchazië en verdreven praktisch de Moldaviërs uit Mechadiri en andere nederzettingen.
Het hedendaagse Mechadiri bestond voorheen als twee aparte nederzettingen: Zemo (Boven) Mechadiri en Kvemo (Laag) Mechadiri. In 1948 kregen zij de Georgische naam Nakadoeli (Georgisch: ნაკადული), wat in 1967 weer teruggedraaid werd naar Mechadiri. Onder het Sovjetbewind hield de collectieve economie zich bezig met de teelt van tabak en maïs, tuinbouw, veeteelt en bijenteelt. In 1992 veranderden de Abchazische separatisten de naam in Machadyr, naar het oorspronkelijke toponiem. De Georgische autoriteiten bleven Mechadiri gebruiken.
De Armeense Hamshenis gemeenschap in Abchazië vierde in 2018 het Hamshen feest in Mechadiri. Dit feest staat in het teken van de culturele achtergrond van de Armenen uit het Turkse district Hemşin, waar vele Armenen in Abchazië oorspronkelijk vandaan komen.

### Neutrale bufferzone 1919
In April 1919 vochten de Democratische Republiek Georgië en het Russische Witte Leger onder leiding van Anton Denikin om de controle over de districten Gagra en Sotsji. Na het veroveren van het district Gagra zagen de Georgiërs onder Britse druk af van oprukken naar Sotsji, en werd een neutrale bufferzone ingesteld tussen de rivieren Mechadiri en Pso-oe waar een vijftal dorpen lagen, waaronder Mechadiri en Salme. De Britten, die na de Eerste Wereldoorlog een militaire aanwezigheid hadden in Georgië, kwamen niet toe aan de uitvoering van hun bezettingsmacht in het gebied. De dorpen leefden bijna een jaar in een semi-onafhankelijke vrijheid, maar werden desalniettemin met enige regelmaat door Denikin's troepen overvallen.

## Demografie
Volgens de Abchazische volkstelling van 2011 woonden er 1.779 mensen in de dorpsgemeenschap Mechadiri, bestaande uit de dorpen Kldiani, Mechadiri, Moechnari, Vasjlovani en Zegan. Hiervan was het overgrote deel Armeens (90,9%), gevolgd door Russen (6,9%). Er woonden slechts enkele Oekraïners, Abchaziërs en Georgiërs.
| Aantal                                                                                                   | 1.565 | 734 | 1.779 |
| Verantwoording data: 1926-2011. Noot: De Abchazische cijfers vanaf 1994 worden niet erkend door Georgië. |       |     |       |